# سباق الدراجات على الطريق

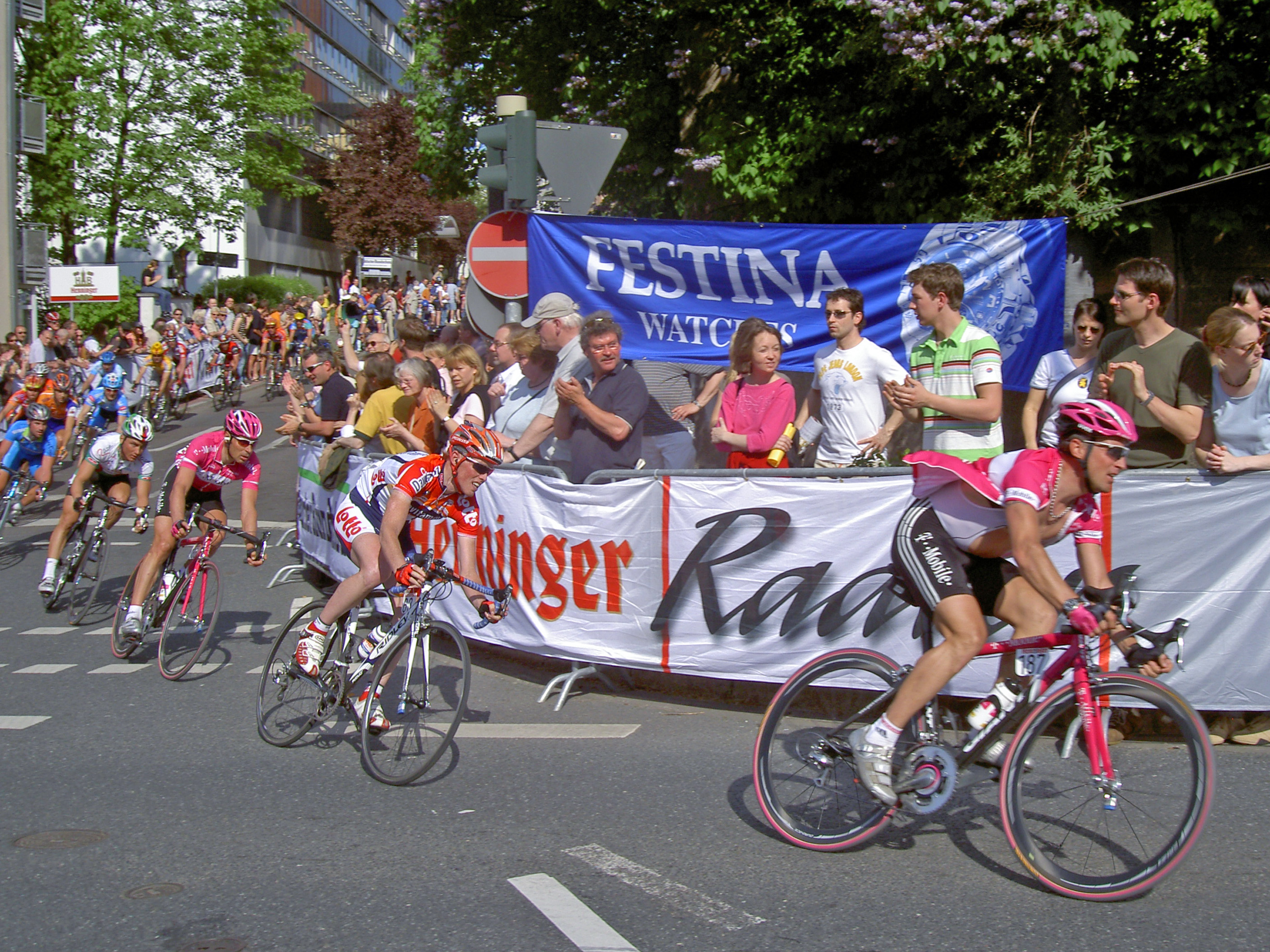
دراجون خلال الجائزة الكبرى لفرانكفورت على الطريق.

سباق الدراجات على الطريق هو أحد الأصناف الرئيسية لرياضة سباق الدراجات، تمارس في الهواء الطلق، على مسارات غالبا ما تكون طرقا أسفلتية. ظهرت هذه الرياضة في أوروبا خلال القرن التاسع عشر، واستفادت من التطور السريع لتقانة صناعة الدراجات الهوائية، قبل أن تنتشر في أنحاء العالم، مكتسبة شعبية ومتابعة إعلامية كبيرتين. تجرى منافسات دراجات الطريق بصيغ فردية أو جماعية، وتتميز بتقنيات خاصة وبمتطلبات بدنية كبيرة. من أهم أصناف الرياضة: السباقات المستقيمة وسباقات المراحل والسباقات ضد الساعة.

سباق الدراجات على الطريق رياضة أولمبية منذ أول نسخة من الألعاب الأولمبية الصيفية المعاصرة، بأثينا سنة 1896، وتنظم بطولاتها العالمية منذ سنة 1927.

الهيئة الدولية الوصية على تنظيم المسابقات وتصنيف السباقات والدراجين، هي الاتحاد الدولي لسباق الدراجات.

## تاريخ
- 31 ماي 1868: أول مسابقة رياضية لسباق الدراجات، أقيمت في مدار من 1200 متر في إحدى حدائق الضاحية الباريسية سان كلو.[2] فاز بالسباق البريطاني جيمس مور[3] بدراجة خشبية بقرص أضراس ثابت وبعجلات حديدية.[4]
- 7 نونبر 1869: أول سباق على الطريق بالمفهوم المعاصر، بين مدينتي باريس وروان على مسافة 123 كلم.[5] فاز جيمس مور، بالسباق، بتوقيت 10 ساعات و 45 دقيقة.
- 1881: تأسس أول اتحاد (جامعة) وطني بفرنسا وتنظيم أول بطولة وطنية (فرنسا) لسباق الدراجات.[6]
- 1892: تأسس أول تجمع دولي، بلندن، الجمعية الدولية للدراجين.
- 1896: كان سباق الدراجات على الطريق من الرياضات المعتمدة، خلال أول نسخة من الألعاب أولمبية المعاصرة.[7] أجريت المسابقة على مسافة 87 كلم، ذهابا وإيابا، بين أثينا وماراثون. لم تنظم منافسات الطريق في الدورات الأولمبية الثلاث الموالية، لتستأنف خلال دورة ستوكهولم 1912.
- 14 أبريل 1900: تأسيس الاتحاد الدولي (و هو الهيئة الوصية الحالية) على أنقاض الجمعية الدولية للدراجين، وكانت الدول المؤسسة آنذاك فرنسا وبلجيكا والولايات المتحدة وإيطاليا وسويسرا.[8]
- بين 1890 و 1915: نشأة مجموعة من سباقات الطريق الكبرى، والتي اكتسبت على مرور السنوات عراقة وشعبية كبيرتين. منها السباقات المستقيمة المعروفة باسم «المعالم» كسباق «لييج باسطوني لييج» البلجيكي وطوافي فرنسا (1903) وإيطاليا (1909).
- 21 يوليوز 1927 : تنظيم أول بطولة عالمية لسباق الدراجات على الطريق بحلبة نوربورغرينغ، ألمانيا. كانت المسابقة بسباق فريد، ومختلطة بين زمرتي المحترفين والهواة، مع ترتيبين منفصلين لكل زمرة. أول بطل للعالم للمحترفين كان الإيطالي ألفريدو بيندا (حل أولا) وأول بطل للعالم للهواة كان السويسري جان إيرتس (حل خامسا).[9]
- 1958: أول بطولة عالمية للسيدات.
- 1984: بدأ العمل بنظام تصنيف الاتحاد الدولي (Ranking UCI).
- 1989: بدأ العمل بنظام تصنيف كأس العالم (UCI Road World Cup).
- 1994: إدماج السباق ضد الساعة ضمن بطولة العالم.
- بين 1997 و 2004: العمل بنظام أقسام تصاعدية للفرق المحترفة.
- 1998: بدأ العمل بنظام تصنيف كأس العالم للسيدات.
- 2004 و 2005: بدأ العمل[10] بنظامي التصنيف الاحترافي (UCI ProTour)، أو العالمي (UCI WorldTour) انطلاقا من 2010، ونظام المدارات القارية (UCI Continental Circuits).

## معايير واصطلاحات
يخضع صنف سباق الدراجات على الطريق لمجموعة من المعايير الإلزامية، المتعلقة بالدراجة أو بملابس الدراج أو الملحقات كالعداد وخودة الرأس. في ما يلي أهم المعايير ، حسب دفتر مساطر الاتحاد الدولي:
الدراجة

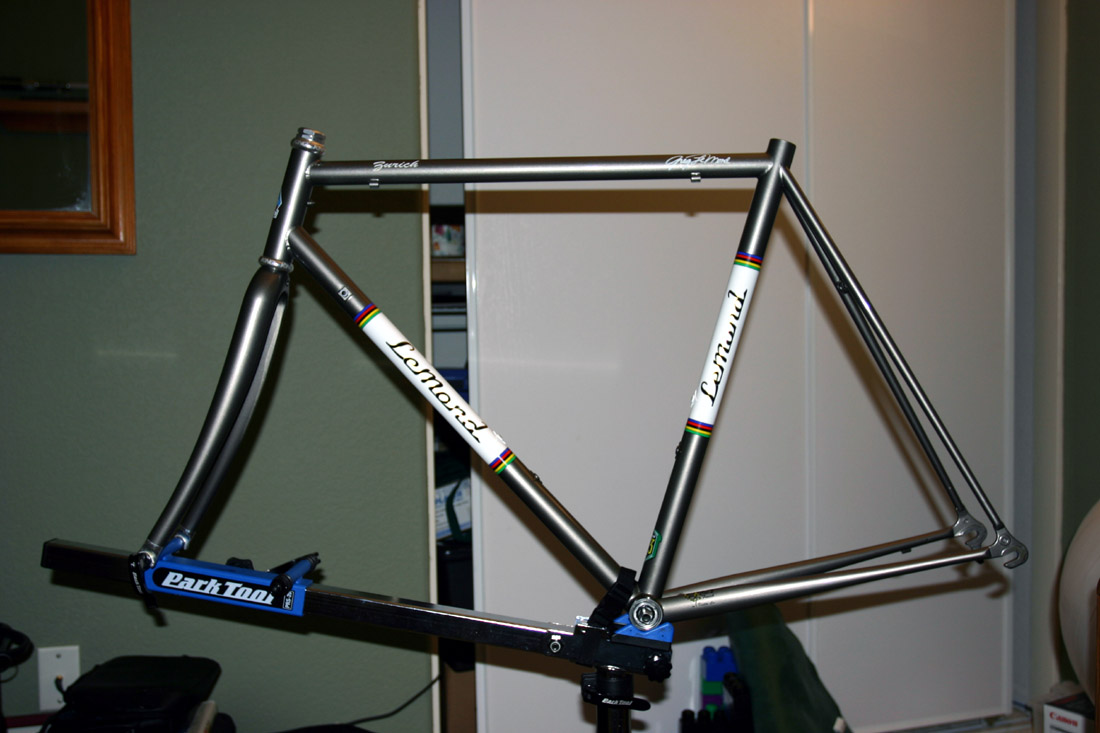
مثال لإطار دراجة أعزل.

- يجب أن تكون بعجلتين بقطرين متساويين، وبعجلة أمامية للتوجيه وبعجلة خلفية للتحريك، عبر نظام بدواستين وسلسلة.
- يجب أن تكون الدراجة والملحقات المرافقة لها، في متناول جميع ممارسي ركوب الدراجات، أي أن تكون مسوقة أو قابلة للتسويق، وذلك لضمان تساوي الفرص.
- المكونات المطورة حصريا لسباقات معينة، بهدف تحطيم أرقام قياسية، ممنوعة.
- كتلة الدراجة يجب أن تكون أكبر من 6,8 كلغ.
- الأبعاد القصوى المسموح بها: 185 سم طولا و 50 سم عرضا.

الهيكل

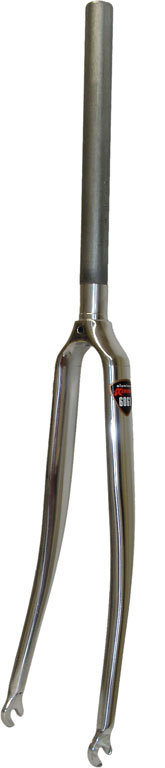
مثال لشوكة التوجيه الأمامية.

- يجب أن يكون وفق الشكل والأبعاد وتوليفة الأنابيب المعدنية، المنصوص عليها في دفتر مساطر الاتحاد الدولي.

يتكون جزؤه الخلفي من مثلثين معدنيين، مشتركي الضلع في أنبوب يسمى بالعمودي يثبت فوقه السرج، يستند على رأسي المثلثين السفليين الخلفيين محور العجلة الخلفية، وفي رأسهما الأمامي المشترك محور الدواستين. يتقاطع أنبوب معدني، يسمى بالقطري، منبعه في محور الدواستين، مع أنبوب أفقي منبعه في السرج، في أنبوب التوجيه. تستند الشوكة على هذا الأخير، لتوجيه العجلة الأمامية عبر المقود، عبر نظام دوران داخلي.
نظام التحريك
يعتمد نظام التحريك، حصريا، على مجموعة من المكونات الميكانيكية، والتي تمكن من تحويل المجهود العضلي لساقي الدراج إلى حركة دوران للعجلة الخلفية، مع تقليل الاحتكاك إلى أمثل ظروف ممكنة. في ما يلي بعض تعاريف المكونات، وبعض المفاهيم المهمة، المرتبطة بنظام التحريك:

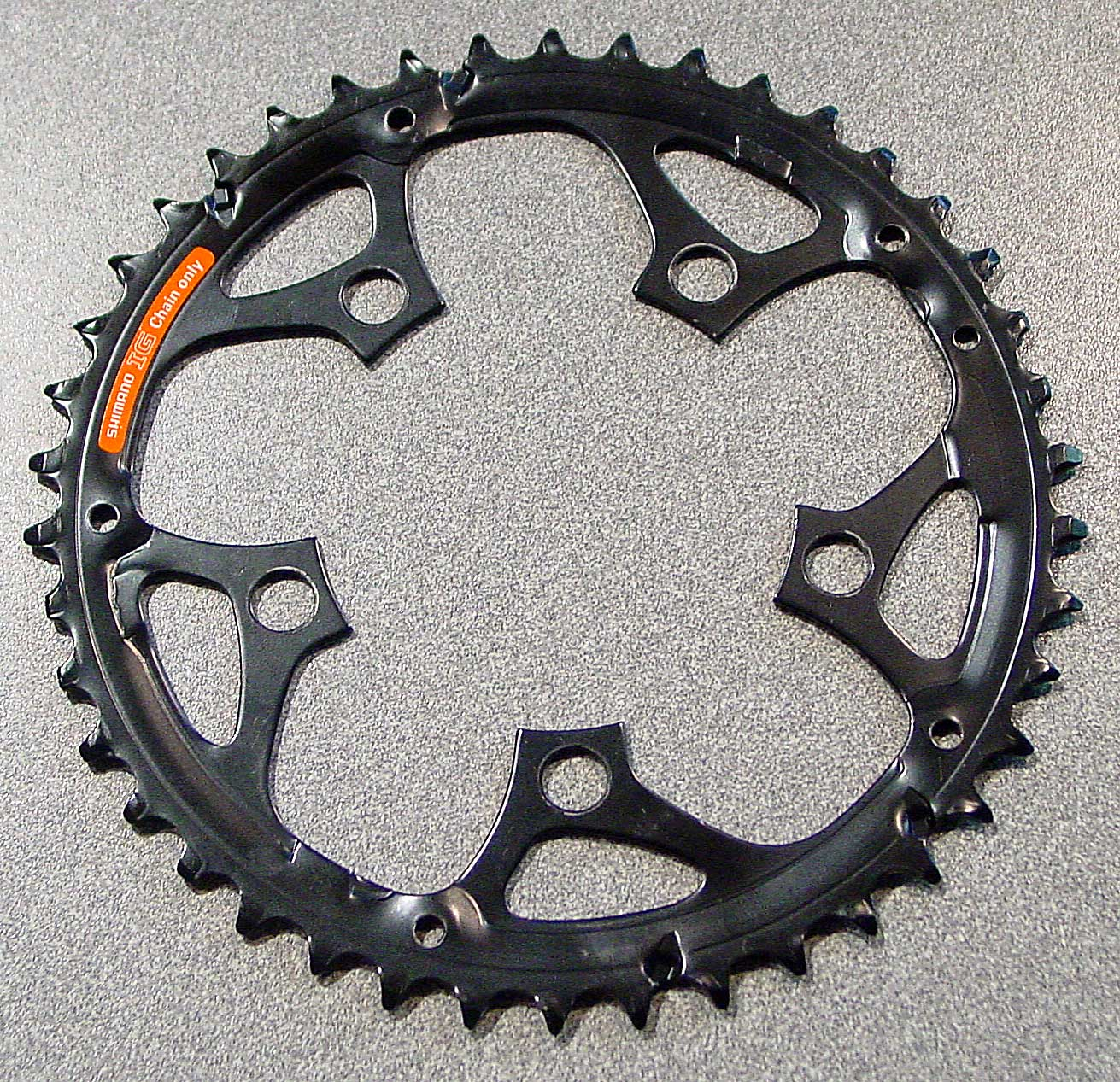
نموذج لصحن دراجة هوائية.

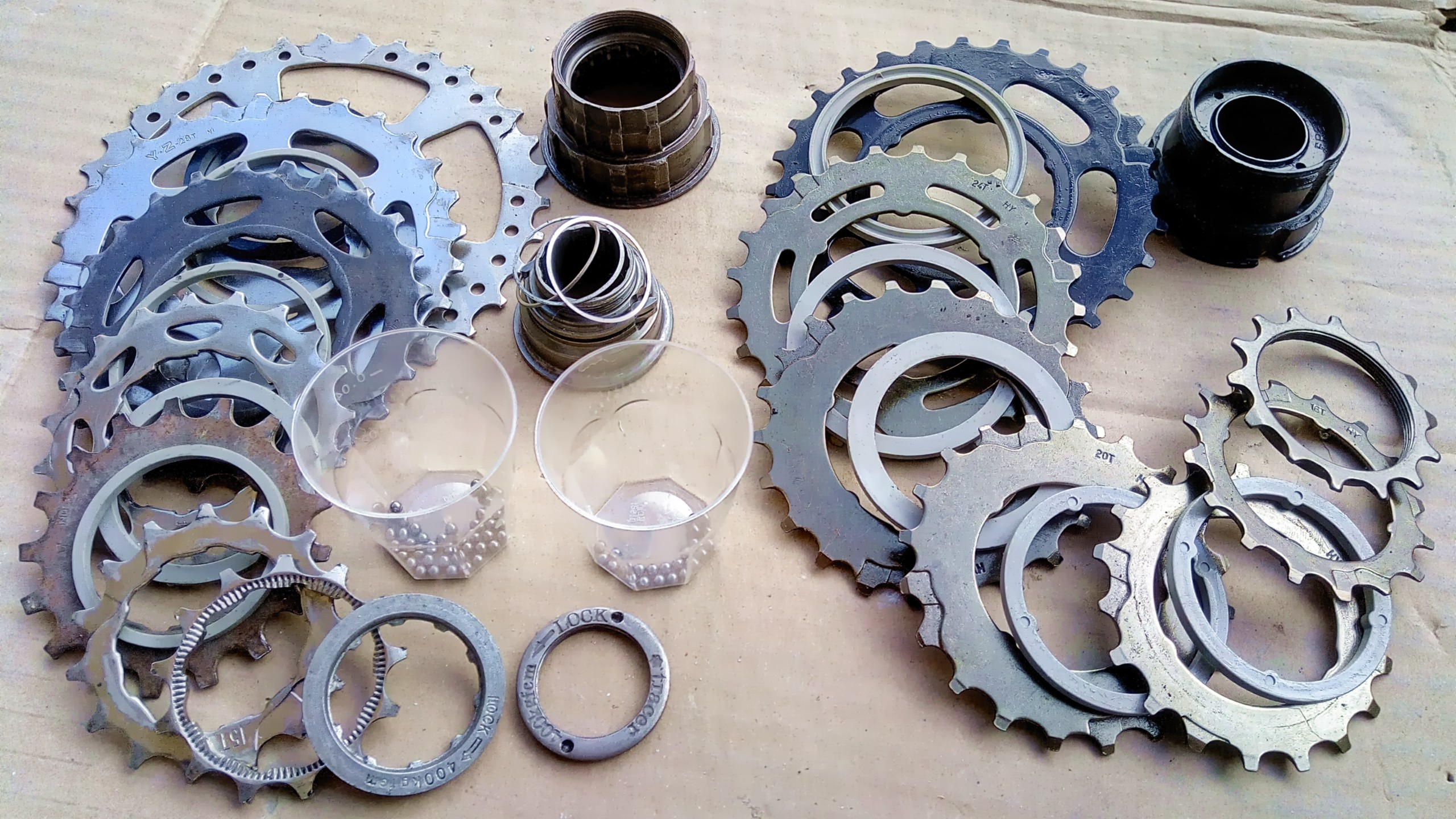
نموذج لتوليفة عشرة أقراص مسننة.

- نظام الدياسة: مشكل من دواستين، كل واحدة منهما مثبتة على مرفق، يحول الحركة الدئرية إلى خطية.
- الصحن: يمكن أن يكون فريدا أو متعددا (2 أو 3)، وهو قرص مسنن سكون مثبتا على مرفق اليمين، وينقل الحركة إلى السلسلة.
- السلسلة: وظيفتها نقل الحركة إلى قرص مسنن مركزه هو محور دوران العجلة الخلفية. تكون السلسلة مكسوة بمشحم، غالبا ما يكون بوليمر متعدد رباعي فلورو الإيثيلين (PTFE).
- القرص المسنن: يمكن أن يكون متعددا بأقراص مركبة فوق بعضها البعض بترتيب تناقصي حسب القطر (قد تصل ل 11 قرصا). وفي هذه الحالة تلعب توليفة الأقراص المسننة دور مغير السرعة، وتكون الدراجة في هذه الحالة مجهزة بمزيغ (في المقود)، يزيغ السلسلة نحو القرص المضرس الموافق لمجال السرعة المطلوب.
- العجلة الحرة: تكون مثبتة بين القرص المسنن والعجلة الخلفية، على نفس المحور. وهو نظام ضروري لتمكين العجلة الخلفية من الدوران، في حالة توقف ساقي الدراج عن الحركة.
- نسبة العتاد: وتحسب بقسمة عدد أسنان الصحن على عدد أسنان القرص المسنن. بوتيرة حركة ساقين ثابتة، يعدل الدراج نسبة عتاده، حسب تضاريس ومنحنى المسار، لاستعمال أمثل لطاقته البدنية.
- التطوير: وهي المسافة التي تقطعها الدراجة في دورة كاملة للدواسة. وتحسب بضرب العدد ط (ثابت الدائرة) في قطر العجلة. في منافسات الفئات العمرية الضغرى، يتم سقف التطوير في حد أقصى، يترك تحديده للاتحادات (الجامعات) الوطنية. تلعب نسبة العتاد دورا حاسما في تحديد التطوير، وذلك بتحديد التوليفة المثلى لمتغيري الصحن والقرص المسننين. يكون التطوير في أدنى قيمه أثناء المراحل الجبلية.

في ما يلي جدول للمصطلحات المشروحة ومقابلاتها الإنجليزية والفرنسية والإسبانية
| المصطلح            | المقابل الفرنسي     | المقابل الإنجليزي | المقابل الإسباني         |
| ------------------ | ------------------- | ----------------- | ------------------------ |
| الهيكل             | Cadre               | Bicycle frame     | Cuadro de bicicleta      |
| نظام الدياسة       | Pédalier            |                   |                          |
| مرفق               | Manivelle           | Crank             | Manivela                 |
| الصحن              | Plateau             | Crankset          | Platos y bielas          |
| السلسلة            | Chaîne              | Bicycle chain     | Cadena de transmisión    |
| القرص المسنن       | Pignon              | Sprocket          | Piñón                    |
| مزيغ               | Dérailleur          | Derailleur gears  | Desviador                |
| توليفة أقراص مسننة | Cassette de pignons | Cogset            |                          |
| العجلة الحرة       | Roue libre          | Freewheel         | Piñón libre              |
| نسبة العتاد        | Braquet             | Gear ratio        | Velocidad de transmisión |
| التطوير            | Développement       |                   |                          |

العجلات

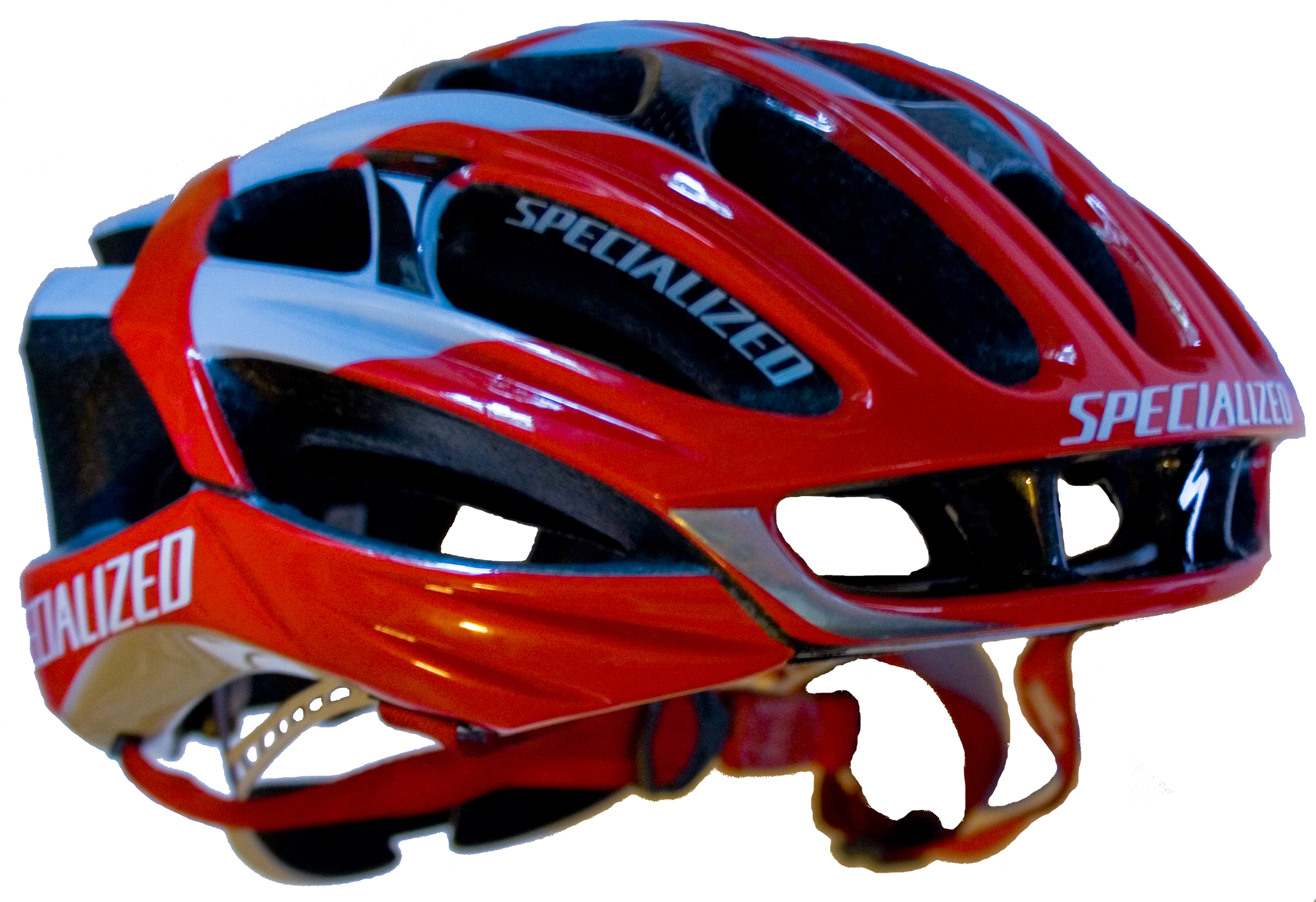
خودة سباق الدراجات.

حسب قوانين الاتحاد الدولي، القطر القانوني لكل عجلة يجب أن يكون بين 55 و 70 سم.
الخودة
الخودة إجبارية في سباقات الطريق، منذ 2005، بعد أن كانت، خلال تاريخ المنافسة، مسألة إشكالية بالنسبة للاتحاد الدولي لرفضها الدائم من قبل المحترفين. تم الحسم في مسألة الإجبارية، بعد مصرع الدراج أندري كيفيليف، سنة 2003، خلال سباق باريس نيس، إثر سقطة عنيفة على الرأس. وامتدت الإجبارية إلى القانون العام، حيث بادرت دول، كفرنسا، بإصدار تشريعات بهذا الخصوص.

علاوة على دورها الوقائي، تساهم الخودة في تحسين انسيابية الدراج، إزاء القوة المفرملة للهواء، خصوصا في السباقات ضد الساعة.
الملابس

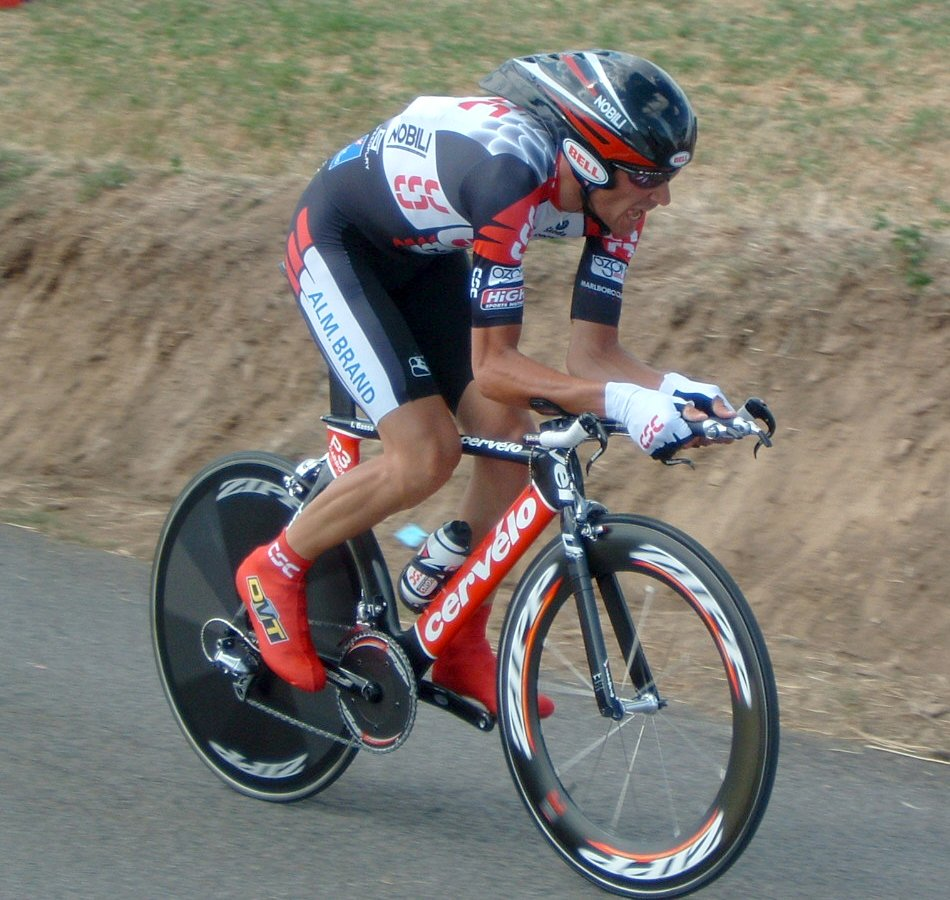
الدراج الإيطالي إيفان باصو خلال طواف فرنسا 2005.

- حسب دفتر قوانين الاتحاد الدولي، زي المنافسة في سباق الطريق يجب أن يكون من قميص بأكمام وسروال قصير وحذاء رياضي. يمنع تزويد الملابس بأي ملحقات، غير مصادق عليها، تعطي الدراج أفضلية في الانسيابية بالنسبة إلى منافسيه. في السباقات ضد الساعة، يكون الزي من قطعة واحدة، بهدف تحقيق انسيابية مثلى.
- نظرا للمدة الطويلة التي يقضيها الدراج أثناء المنافسة، والمقترنة بضغط بدني كبير على الفخدين والساقين. تعتمد السراويل على أنسجة داخلية، قابلة للتمدد، ومغشاة داخليا بألياف تمنع حدوث التهابات بسبب الاحتكاك المتواصل.[16]

## تقنيات المنافسة
تتحدد فعالية الدراج أثناء سباقات الطريق بالاستغلال الأمثل لقدراته الفسيولوجية والتحكم الجيد بمتغير التطوير (المرتبط بنسبة العتاد). ويتحدد ذلك بتوليف مجموعة من التقنيات كوضعية القيادة والتحكم الجيد في المزيغ والتعامل مع القوة المفرملة للهواء.
وضعية القيادة

تقنية التتابع التي يستخدمها دراجو الطريق للتعاون على الحد من تأثير المقاومة المفرملة للهواء، أثناء السباق.

تخلق وضعية القيادة، وقوفا أو جلوسا، مفعول «مزيغ» بيوميكانيكي، مشكل من عضلات وأوتار الساقين. وهكذا، فوقوف الدراج، أثناء القيادة يمكن تشبيهه بتغيير نسبة العتاد (يقلل من مقدار التطوير). والدراج المتمرس هو من يضبط كيفية التنسيق بين المزيغين الطبيعي (عبر وضعية قيادته)، وذلك المتواجد على مقوده الذي يغير القرص المسنن، حسب نسبة العتاد المرجوة.
- وضعية الجلوس: تمكن هذه الوضعية من تقليل مقاومة الهواء. وتكون فيها نقطة ارتكاز المجهود البدني على مستوى حوض الدراج، والذي تتمحور حوله حركة عضلات الأطراف السفلية. يكون مجهود عضلات الذراعين، شبه منعدم في هذه الوضعية. تعتمد القيادة الجلوسة أيضا على قوة عضلات البطن والظهر، التي تلعب دور مثبت للحوض كنقطة ارتكاز للمجهود العضلي.
- وضعية الوقوف: وتسمى أيضا بالوضعية الراقصة (Position en danseuse) وهي أكثر استلزاما، بدنيا. خلالها، يزيد الدراج من قوة دفع الدواسة معتمدا على ثقل جسده. يلجؤ لهذه الوضعية خصوصا في المراحل الجبلية الصاعدة، ولفترة قصيرة، في حالات التسارع أو الانفلات. تستعمل أيضا لإراحة العضلات المنهكة (أو المتوعكة) بعد فترة طويلة من القيادة الجلوسة. في هذه الوضعية، يلعب المقود دور نقطة الارتكاز، وتنخرط عضلات الذراعين في المجهود البدني، لأن حركة الدياسة تنتج حركة نواس بالنسبة للدراجة.

مقاومة الهواء
خلال سباقات الطريق (باستثناء السباقات ضد الساعة الفردية)، يقوم الدراجون بتدبير جماعي لعامل الهواء ذي القوة المفرملة. فالدراج الذي يكون محميا وراء منافس أو أكثر، يمكن أن يقتصد إلى 30 بالمئة من مجهوده البدني، ويخفض ضربات قلبه ب 30 إلى 40 ضربة في الدقيقة، مقارنة مع مسيره فرديا في مواجهة الريح.

## الأنواع
تضم منافسات سباق الدراجات على الطريق الأنواع التالية:

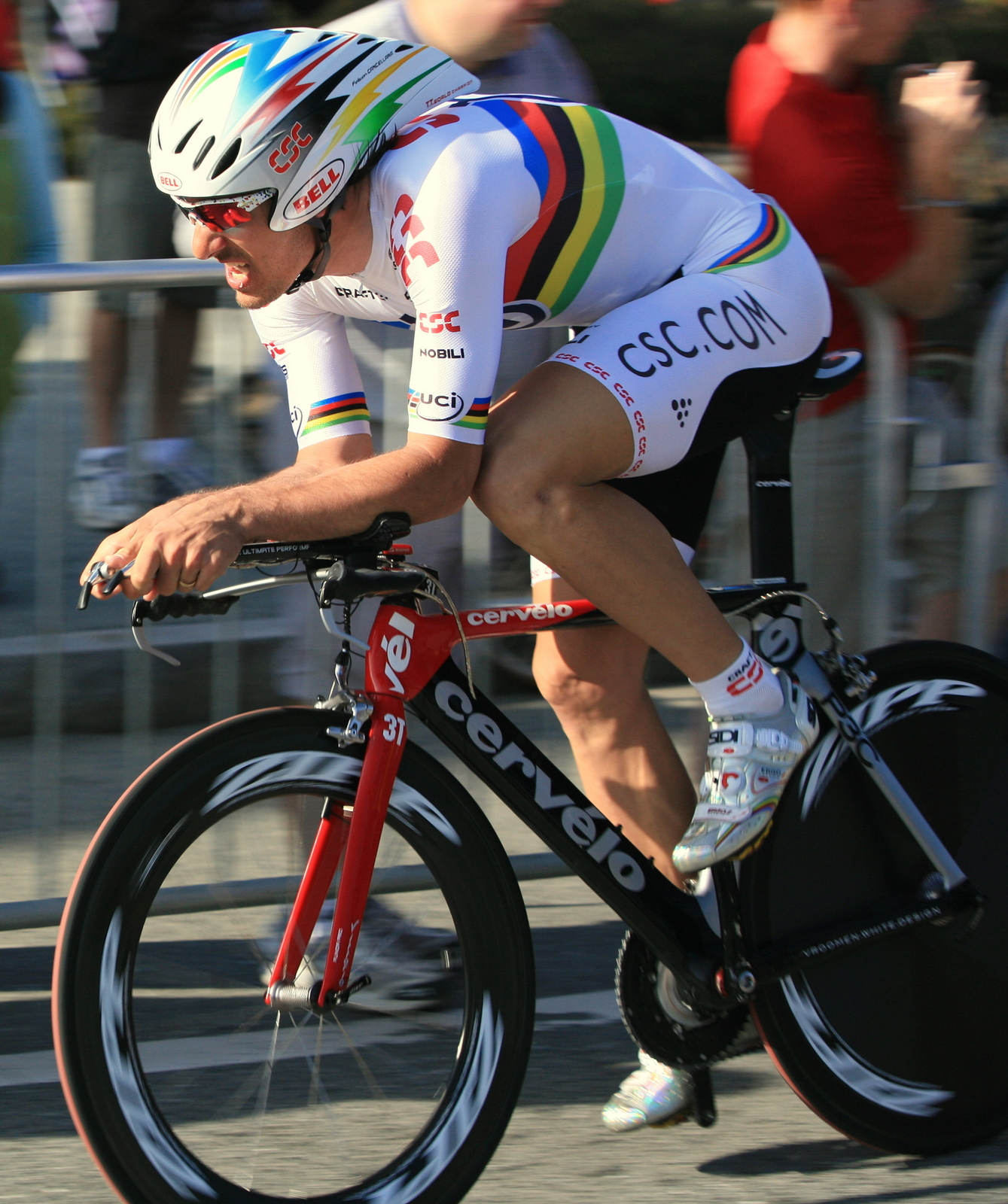
السويسري فابيان كانسيلارا، أكثر المتوجين ببطولة العالم للسباقات ضد الساعة.

### السباقات المستقيمة
و تجرى في يوم واحد (تسمى أيضا بسباقات اليوم الواحد)، بسباق فريد بين نقطتين جغرافيتين. ومن أشهرها السباقات المعروفة «بالمعالم» مثل «لييج باسطوني لييج» (Liège-Bastogne-Liège) و «باريس روبي» (Paris-Roubaix). مسابقة كأس العالم التي كان ينظمها، سابقا، الاتحاد الدولي، كانت تتم وفق هذا الصنف.

### السباقات ضد الساعة
و يقوم خلالها الدراجون، كل على حدة بقطع مسافة مستوية (لا تتجاوز ال 100 كلم) في أقل زمن ممكن. تجرى كذلك المنافسة بصيغة الفرق. خلال مسابقة الفرق، كل فريق يتم المسافة بمفرده، وترتب الفرق بتوقيت دراج في ترتيب وصول معين، يترك تحديده لمنظمي السباقات (غالبا ما يكون 4 أو 5).

غالبية السباقات ضد الساعة هي مراحل ضمن سباقات المراحل. في طواف كبير ب 20 مرحلة كطواف فرنسا مثلا، يكون نصيب هذا الصنف من 2 إلى 3 مراحل.
منذ 1994، تنظم بطولة عالمية خاصة للسباقات ضد الساعة. فاز السويسري فابيان كانسيلارا بهذا اللقب أربع مرات.

من الأرقام القياسية التي يطمح دائما اختصاصيو السباق ضد الساعة إلى تحطيمها، «رقم الساعة»، وهو أقصى مسافة يمكن قطعها في ساعة من الزمن. تناوب على حمل هذا الرقم مجموعة من الدراجين المرموقين كالإسباني ميغيل إندوراين والبلجيكي إيدي ميركس. الرقم الحالي (2012) هو 49,700 كلم وهو في حوزة التشيكي أوندري سوسينكا (حققه في موسكو سنة 2005).

### السباقات المدارية
و هي سباقات جماعية تجرى في مدار يستوجب قطعه مرة واحدة أو عدة مرات. وتجرى سباقات البطولات الوطنية والقارية والألعاب الأولمبية وفق هذا الصنف.

### سباقات المراحل
و تجرى على مدى أيام ويرتب فيها المتنافسون حسب أفضل مجموع أوقات مسجلة في مجموع المراحل، التي تكون سباقات مستقيمة أو سباقات ضد الساعة. من أشهرها، الطوافات الأوروبية الكبرى لفرنسا وإسبانيا وإيطاليا، وهي الأكثر امتدادا زمنيا حيث تجرى على مدى ثلاثة أسابيع.

تجرى سباقات المراحل فوق مسارات متنوعة الجغرافيا كالطرق المنبسطة والطرق الجبلية، وتحتسب فيها الأزمنة فرديا وحسب الفرق. يصنف الدراجون أيضا خلال هذه السباقات حسب مهارات خاصة، كأحسن متسلق جبلي مثلا. تقضي تقاليد الرياضة، بحمل الدراجين، الأحسن ترتيبا، أقمصة خاصة خلال منافسات سباقات المراحل، تختلف ألوانها حسب المهارة الخاصة، وحسب تقاليد

القميص الأبيض المنقط بالأحمر المخصص لمتصدري ترتيب التسلق خلال طواف فرنساالطوافات

. في ما يلي جرد بأهم المهارات الخاصة، والأقمصة المرافقة (في حالة وجودها):
- متصدر الترتيب العام حسب الزمن: وهو الدراج صاحب أقل مجموع أزمنة الوصول عبر مراحل الطواف. يحمل قميصا أصفرا[23] خلال مراحل طواف فرنسا، وهو تقليد من اقتراح الصحفيين[24]، سنة 1921. في طواف إسبانيا، يحمل متصدر الترتيب العام قميصا أحمرا، منذ 2010. وفي طواف إيطاليا، يكون القميص ورديا.[25]
- متصدر الترتيب العام حسب النقط: وهو شبيه بالترتيب السابق، إلا أنه عوض الأزمنة، تحتسب مراكز الوصول. في طواف إيطاليا يحمل متصدر هذا الترتيب قميصا أحمرا.
- متصدر ترتيب السرعة (sprint): تضم كل مرحلة، مسارات محددة يقوم خلالها الدراجون، بسباقات سرعة جزئية، تمكنهم من ربح نقط ترتيب السرعة. ويحمل متصدر هذا الترتيب (يسمى بترتيب السرعات البينية) قميصا مميزا خلال مراحل السباق، يختلف حسب الطوافات (في طواف فرنسا مثلا، يكون القميص أحمرا).
- متصدر ترتيب التسلق: وهو ترتيب حسب النقط المحصل عليها خلال الأجزاء الجبلية الصاعدة للمراحل. في طواف فرنسا يكون قميص أحسن متسلق أبيضا بنقط حمراء، وأخضرا في طواف إيطاليا.
- تصنيفات أخرى: ترتيب أحسن دراج شاب، ترتيب الفرق، جائزة القتالية.

## المسابقات الدولية
الألعاب الأولمبية
سباق الدراجات على الطريق حاضر في الأولمبياد، منذ النسخة الأولى لسنة 1896. إلى حدود 1996، كانت المنافسات مخصصة حصريا للدراجين الهواة. الأصناف المعتمدة، على مستوى الرجال والسيدات هي سباق الطريق الفردي والسباق ضد الساعة فردي. تم التخلي منذ دورة 1956 عن مسابقة الطريق للفرق (رجال) ومنذ 1992، عن السباق ضد الساعة فرق (الرجال). منافسات السيدات حاضرة في الأولمبياد منذ 1984.

تجرى مسابقة الطريق في الأولمبياد وفق الضيغة المدارية، في يوم واحد.

القميص القزحي الذي يحمله الدراج الفائز ببطولة العالم طيلة الموسم الرياضي.

المنافسات الأولمبية المعتمدة حاليا (حسب لائحة دورة لندن 2012)
| النوع                     | تاريخ الاعتماد الأول |
| ------------------------- | -------------------- |
| سباق مداري فردي رجال      | 1896                 |
| سباق ضد الساعة فردي رجال  | 1912                 |
| سباق مداري فردي سيدات     | 1984                 |
| سباق ضد الساعة فردي سيدات | 1996                 |

بطولة العالم
انطلق تنظيم بطولة العالم لسباق الدراجات على الطريق سنة 1927 بالنسبة للرجال وفي 1958 بالنسبة للسيدات. منذ 1994، أدرج السباق ضد الساعة ضمن فعاليات بطولة العالم. بطل العالم لسباق الطريق يحمل قميصا مميزا طيلة الموسم الرياضي، يعرف باسم «القميص القزحي».

## تنظيم الرياضة دوليا

### الاتحاد الدولي

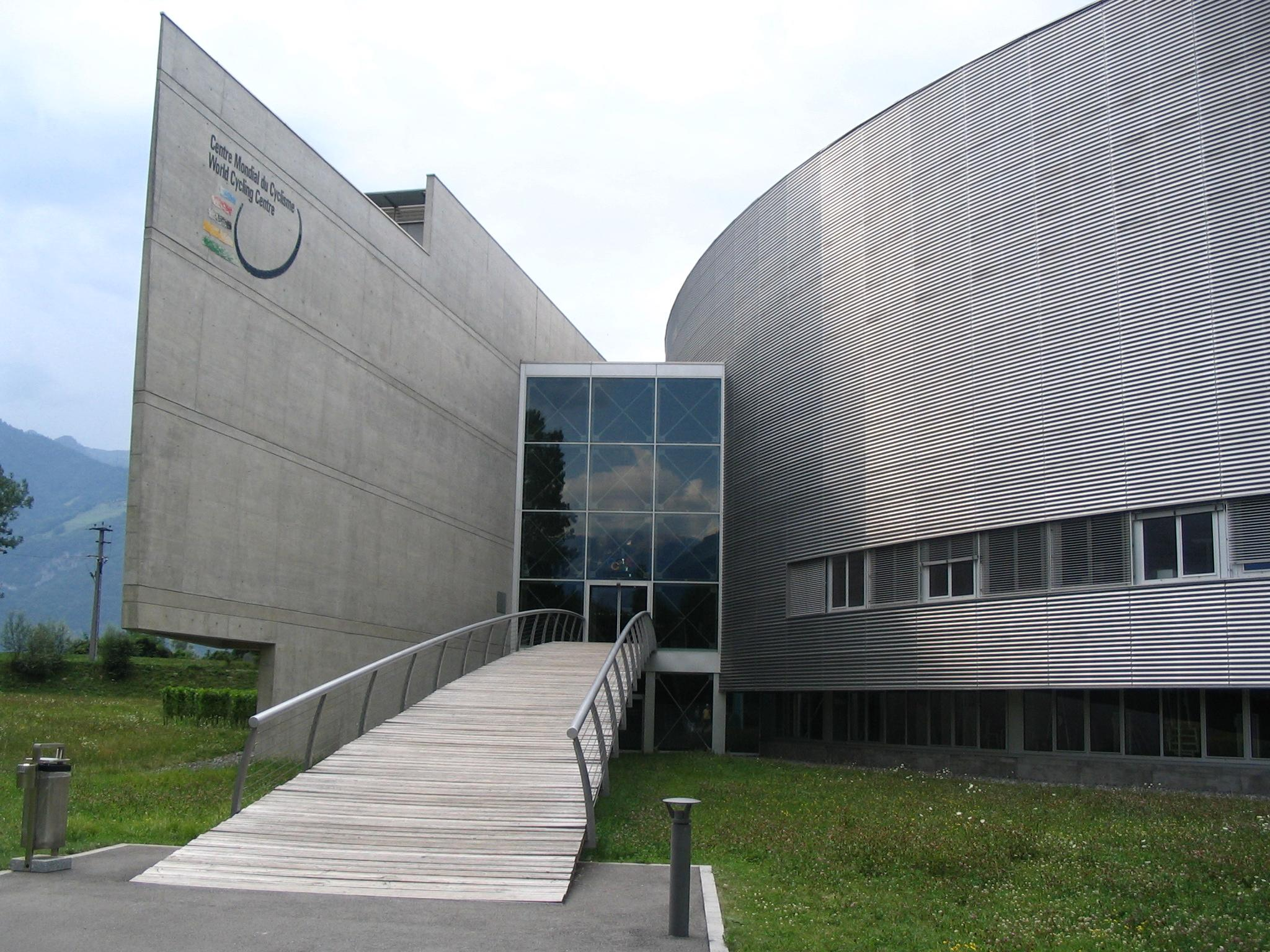
مقر الاتحاد الدولي لسباق الدراجات بإيكل بسويسرا.

الهيئة الدولية الوصية على رياضة سباق الدراجات على الطريق هي الاتحاد الدولي لسباق الدراجات، المستقر بسويسرا. وهو المسؤول عن الوظائف التالية:
- تنظيم البطولات العالمية.
- التنسيق مع اللجنة الأولمبية الدولية في تنظيم المسابقات الأولمبية لسباق الدراجات.
- ضبط مواعيد سباقات البرنامج العالمي.
- إصدار معايير الرياضة على المستويين التقني والميكانيكي.
- تطوير أصناف رياضة سباق الدراجات على المستوى الدولي.
- التكوين ومحاربة المنشطات

تأسس الاتحاد الدولي سنة 1900، بمبادرة من الاتحادات الوطنية لبلجيكا والولايات المتحدة وفرنسا وإيطاليا وسويسرا. في 1965، وبضغط من اللجنة الأولمبية الدولية، انقسم الاتحاد الدولي إلى جامعتين: واحدة للهواة وأخرى للمحترفين، وظل محتفظا بوظيفة التنسيق بين الجامعتين. توحد الفرعان تحت مظلة الاتحاد الدولي، انطلاقا من 1992.

تعتبر رياضة سباق الدراجات على الطريق من الرياضات التي استغرقت زمنا طويلا لإرساء حكامة دولية، فطوال القرن العشرين، لم يكن للاتحاد الدولي نفوذ كبير في مجتمع الدراجين على الطريق، بل إن هذه الرياضة تميزت بخصوصية متفردة (مقارنة بصنف المضمار والأصناف الأخرى لسباق الدراجات)، وهي كون المسابقات الدولية (كبطولاتها العالمية ومسابقاتها الأولمبية) ظلت لزمن طويل، غير مغرية وسط مجتمع الدراجين.

كما ساهم النفوذ الكبير لمنظمي السباقات الكبرى (و ضمنهم مجموعات إعلامية قوية) والبنية الاحترافية الصلبة، والعريقة، لأندية دراجات الطريق الأوروبية، في تصعيب إرساء حكامة دولية ناجعة لهذه الرياضة.

ستشكل الفترة بين 1991 و2005 (فترة ولاية الهولندي هاين فيربوغين على رأس الاتحاد الدولي) مرحلة تحول عميقة، حيث ستترسخ تدريجيا سلطة الاتحاد الدولي على سباقات الطريق، ومما ساعد على ذلك، تورط مجتمع هذه الرياضة في مشاكل الفساد المالي والمنشطات، مما خلق، أزمة أخلاقية وسط الفاعلين، ووعيا بضرورة إرساء حكامة دولية.

إنطلق المسلسل بإشكالية التصنيف، حيث كان تصنيف السباقات والدراجين يتم، سابقا، وفق معايير إعلامية، وأحيانا إشهارية. في 1993، سيرسي الاتحاد الدولي نظام التصنيف المعتمد سابقا من طرف جامعة المحترفين، عبر القارات الخمس، وسيتطور هذا النظام، تدريجيا، مصطدما بفترات من التوتر والرفض (خصوصا من طرف الطوافات الكبرى والأندية)، ليصل إلى النظام الحالي (2012)، المتميز بشموليته (للسباقات وللدراجين على حد سواء) والمرتكز على نظامي التصنيف الاحترافي أو العالمي (UCI World Tour) ونظام المدارات القارية (UCI Continental Circuits).

### التصنيف
يعتبر نظام التصنيف الحالي نتيجة تطور لأنظمة التصنيف السابقة. وقد تبلورت فكرته بهدف تسريع عولمة الرياضة، خارج مجالها الأوروبي التقليدي، ولإيجاد صيغة لتوحيد معايير تصنيف السباقات والدراجين، دون زعزعة جذرية للتقاليد الاحترافية لمجتمع الدراجين.
يعتمد النظام على مستويي تصنيف، عالمي وقاري. ويشمل تصنيف السباقات والدراجين والفرق والدول.
المدار العالمي (UCI World Tour)
المدار العالمي هو في نفس الآن اسم التصنيف ومجموعة السباقات التي بحوزتها رخصة المدار العالمي. العدد الأقصى للفرق المحترفة التي تشارك في المدار العالمي هو 18، وتسمى بالفرق المحترفة حسب معايير الاتحاد الدولي (UCI ProTeams) ويتوقف تواجدها في المسابقة بحصولها على رخصة المدار العالمي، من طرف الاتحاد الدولي.

تمنح الرخصة وفق معايير المستوى الرياضي والأخلاقيات والمالية والتسيير. تلزم صفة الفريق المحترف، الفرق بالمشاركة، إجباريا، في جميع السباقات المصنفة في المدار العالمي. وتحدد نتائج السباقات النقط التي تدخل في حساب ترتيب المدار العالمي، حسب الفرق والدراجين والأمم. يمكن أن تشارك الفرق المحترفة في المدارات القارية، دون أن يترتب عن ذلك حصد نقط.

علاوة على الفرق المحترفة والقارية، هناك صنف بيني يسمى الفرق القارية المحترفة، والتي تمارس في المدارات القارية، والتي يمكنها المشاركة في بعض مسابقات المدار العالمي، شرط حصولها على ترخيص خاص، يسمى البطاقة الحرة (wild card)، دون أن يترتب عن ذلك حصد نقط.
يضم المدار العالمي، في 2012، 28 سباقا من بينها:
| السباق                   | الدولة  | الدرجة   | سنة الحصول على أول رخصة "مدار عالمي" |
| ------------------------ | ------- | -------- | ------------------------------------ |
| طواف فرنسا               | فرنسا   | الدرجة 1 | 2005                                 |
| طواف إسبانيا             | إسبانيا | الدرجة 2 | 2005                                 |
| طواف إيطاليا             | إيطاليا | الدرجة 2 | 2005                                 |
| طواف بيجين               | الصين   | الدرجة 3 | 2011                                 |
| باريس - نيس              | فرنسا   | الدرجة 2 | 2005                                 |
| طواف سويسرا              | سويسرا  | الدرجة 2 | 2005                                 |
| الجائزة الكبرى لمونتريال | كندا    | الدرجة 3 | 2010                                 |

تحدد درجة تصنيف السباق النقط المحصل عليها، فمثلا عندما يفوز دراج بإحدى مراحل طواف فرنسا، المصنف في الدرجة 1، يربح 20 نقطة، و 170 نقطة عندما يفوز بطواف إسبانيا (الدرجة 2).

منذ اعتماده، سنة 2005، يتميز المدار العالمي بحضور إسباني ملفت في جدول سجل الفائزين، على مستويات الفرق والدراجين والأمم.

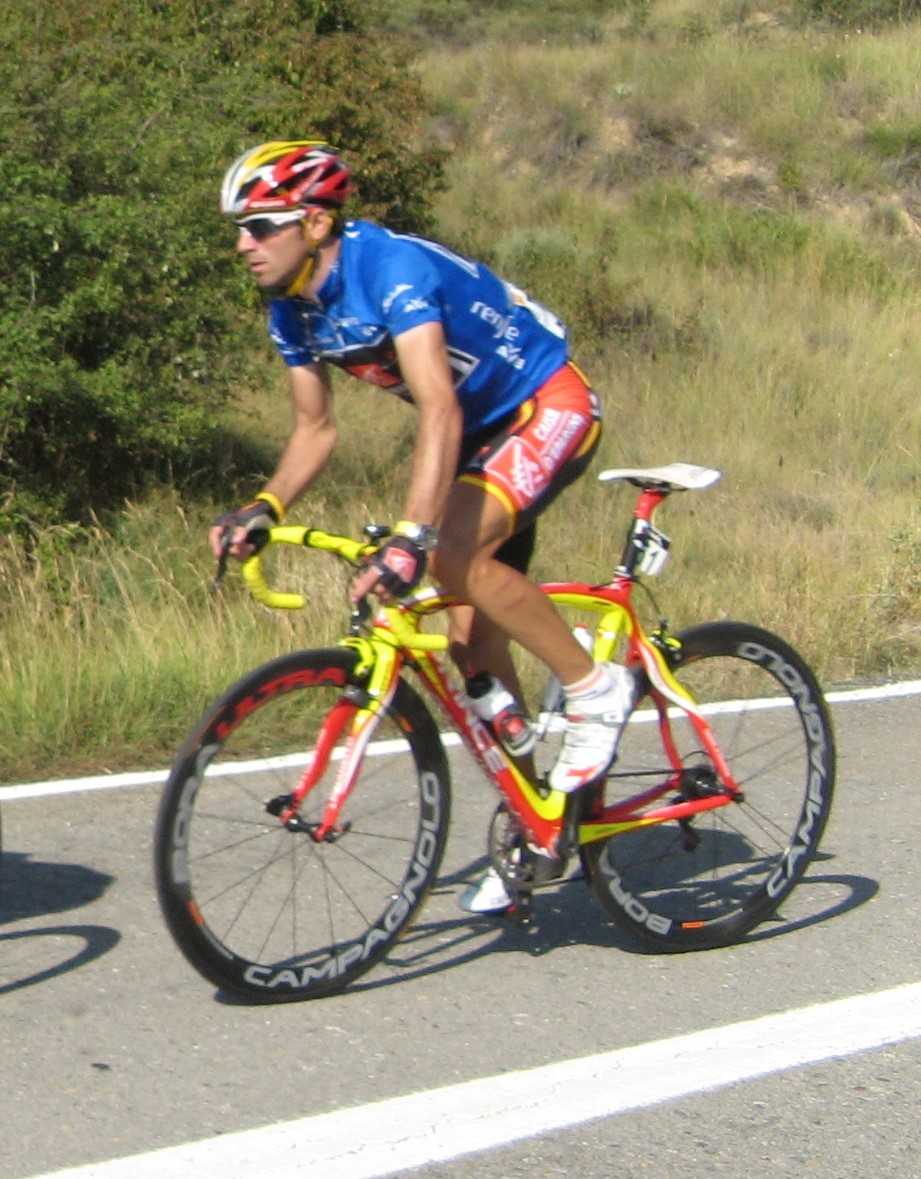
أليخاندرو بالبيردي متصدر ترتيب المدار العالمي لموسمي 2006 و 2008

| السنة | الترتيب الفردي             | ترتيب الفرق               | ترتيب الأمم |
| 2005  | إيطاليا دانيلو دي لوكا     | Team CSC الدنمارك         | إيطاليا     |
| 2006  | إسبانيا أليخاندرو بالبيردي | Team CSC الدنمارك         | إسبانيا     |
| 2007  | أستراليا كاديل إيفانس      | Team CSC الدنمارك         | إسبانيا     |
| 2008  | إسبانيا أليخاندرو بالبيردي | Caisse d'Épargne فرنسا    | إسبانيا     |
| 2009  | إسبانيا ألبيرطو كونطادور   | Astana كازاخستان          | إسبانيا     |
| 2010  | إسبانيا خواكين رودريغيث    | Team Saxo Bank الدنمارك   | إسبانيا     |
| 2011  | بلجيكا فيليب جيلبير        | Omega Pharma-Lotto بلجيكا | إيطاليا     |

المدارات القارية (UCI Continental Circuits)
تضم المدارات القارية خمسة مدارات هي الإفريقي والأوروبي والآسيوي والأمريكي والأوقيانوسي. تشارك فيها الفرق القارية والفرق القارية المحترفة، ويمكن أن تضم فرقا محترفة أو منتخبات وطنية هاوية أو نصف محترفة. يعتمد ترميز التصنيف على مؤشرين:
- المؤشر الأول : 2 لسباقات المراحل و 1 لسباقات اليوم الواحد.
- المؤشر الثاني: وهو تنازلي حسب درجة مستوى المسابقة يبتدئ برمز (HC) أي خارج التصنيف (بالفرنسية hors-catégorie)، ثم 1 و 2 للسباقات الأقل مستوى. فمثلا، على مستوى المدار الإفريقي، فطواف الغابون (2.1) هو أرفع درجة من طواف المغرب (2.2)، أي أنه يمنح نقطا أكثر في تصنيف المدار الإفريقي.

فيما يلي أمثلة للدرجات الست من المدارات القارية الخمس.
- أمثلة لسباقات المدارات القارية، حسب تصنيفها

| اسم السباق                               | الدرجة |
| ---------------------------------------- | ------ |
| الولايات المتحدة طواف كاليفورنيا         | 2.HC   |
| بلجيكا مدار هيت نيوزبالد                 | 1.HC   |
| إسبانيا طواف مورسية                      | 2.1    |
| فرنسا سباق باريس بورج                    | 1.1    |
| بوركينا فاسو طواف بوركينا فاصو           | 2.2    |
| فرنسا ديو نورمان (سباق ضد الساعة 54 كلم) | 1.2    |

فيما يلي سجلات الفائزين للمدارات القارية الخمس، منذ 2005:
- المدار الإفريقي[38]

| السنة | الترتيب الفردي               | ترتيب الفرق                            | ترتيب الأمم  | ترتيب الأمم للشبان |
| ----- | ---------------------------- | -------------------------------------- | ------------ | ------------------ |
| 2005  | جنوب إفريقيا تيان كانميير    | المملكة المتحدة Team Barloworld-Valsir | جنوب إفريقيا |                    |
| 2006  | بوركينا فاسو جيريمي ويدراوغو | كازاخستان Cycling Team Capec           | جنوب إفريقيا |                    |
| 2007  | تونس حسن بن ناصر             | المملكة المتحدة Team Barloworld        | جنوب إفريقيا | جنوب إفريقيا       |
| 2008  | جنوب إفريقيا نيكولاس وايت    | جنوب إفريقيا Team MTN                  | جنوب إفريقيا | جنوب إفريقيا       |
| 2009  | ناميبيا دان كرافن            | المملكة المتحدة Team Barloworld        | جنوب إفريقيا | جنوب إفريقيا       |
| 2010  | المغرب عبد العاطي سعدون      | جنوب إفريقيا Team MTN Energade         | المغرب       | إرتريا             |
| 2011  | المغرب عادل جلول             | الجزائر المجمع الرياضي البترولي        | المغرب       | جنوب إفريقيا       |
| 2012  |                              |                                        |              |                    |

- المدار الأوروبي[39]

| السنة | الترتيب الفردي              | ترتيب الفرق                         | ترتيب الأمم | ترتيب الأمم للشبان |
| ----- | --------------------------- | ----------------------------------- | ----------- | ------------------ |
| 2005  | البرازيل موريلو فيشر        | إيطالياCeramica Panaria - Navigare  | إيطاليا     |                    |
| 2006  | بلجيكا نيكو أوكهوت          | إيطالياAcqua Sapone - Caffe Mokambo | إيطاليا     |                    |
| 2007  | إيطاليا أليساندرو بيرطوليني | هولنداRabobank Continental          | إيطاليا     | روسيا              |
| 2008  | إيطاليا إنريكو كاسباروطو    | إيطالياAcqua Sapone - Caffe Mokambo | إيطاليا     | إيطاليا            |
| 2009  | إيطاليا جيوفاني فيسكونتي    | فرنساAgritubel                      | إيطاليا     | بلجيكا             |
| 2010  | إيطاليا جيوفاني فيسكونتي    | هولنداVacansoleil                   | إيطاليا     | بلجيكا             |
| 2011  | إيطاليا جيوفاني فيسكونتي    | فرنساFDJ                            | إيطاليا     | إيطاليا            |
| 2012  |                             |                                     |             |                    |

- المدار الآسيوي[40]

| السنة | الترتيب الفردي          | ترتيب الفرق                          | ترتيب الأمم | ترتيب الأمم للشبان |
| ----- | ----------------------- | ------------------------------------ | ----------- | ------------------ |
| 2005  | كازاخستان أندري ميزوروف | تايبيه الصينيةGiant Asia Racing Team | كازاخستان   |                    |
| 2006  | إيران قادر میزبانی      | تايبيه الصينيةGiant Asia Racing Team | إيران       |                    |
| 2007  | إيران حسین عسكری        | تايبيه الصينيةGiant Asia Racing Team | إيران       | كوريا الجنوبية     |
| 2008  | إيران حسین عسكری        | إيرانTabriz Petrochemical Team       | اليابان     | إيران              |
| 2009  | إيران قادر میزبانی      | إيرانTabriz Petrochemical Team       | كازاخستان   | إيران              |
| 2010  | إيران مهدي صوهرابي      | إيرانTabriz Petrochemical Team       | إيران       | إيران              |
| 2011  | إيران مهدي صوهرابي      | إيرانTabriz Petrochemical Team       | إيران       | ماليزيا            |
| 2012  |                         |                                      |             |                    |

- المدار الأمريكي[41]

| السنة | الترتيب الفردي           | ترتيب الفرق                                   | ترتيب الأمم      | ترتيب الأمم للشبان |
| ----- | ------------------------ | --------------------------------------------- | ---------------- | ------------------ |
| 2005  | الأرجنتين إيدغاردو سيمون | الولايات المتحدةHealth Net                    | البرازيل         |                    |
| 2006  | كولومبيا خوصي سيربا      | كولومبياSelle Italia-Serramenti Diquigiovanni | كولومبيا         |                    |
| 2007  | كندا سفاين طوفت          | كنداSymmetrics Cycling Team                   | كولومبيا         | البرازيل           |
| 2008  | فنزويلا مانويل ميدينا    | الولايات المتحدةGarmin-Chipotle               | الولايات المتحدة | الولايات المتحدة   |
| 2009  | كولومبيا غريغوريو لادينو | فنزويلا Serramenti PVC Diquigiovanni          | كولومبيا         | كولومبيا           |
| 2010  | كولومبيا غريغوريو لادينو | البرازيلFunvic-Pindamonhangaba                | كولومبيا         | فنزويلا            |
| 2011  | فنزويلا ميغيل أوبيطو     | كولومبياEPM-UNE                               | كولومبيا         | فنزويلا            |
| 2012  |                          |                                               |                  |                    |

- المدار الأوقيانوسي[42]

| السنة | الترتيب الفردي           | ترتيب الفرق                          | ترتيب الأمم | ترتيب الأمم للشبان |
| ----- | ------------------------ | ------------------------------------ | ----------- | ------------------ |
| 2005  | أستراليا روبرت ماكلاكلان | أسترالياMG XPower-Bigpond            | أستراليا    |                    |
| 2006  | نيوزيلندا جوردون ماكولي  | الولايات المتحدةSuccessfulliving.com | أستراليا    |                    |
| 2007  | أستراليا روبرت ماكلاكلان | أسترالياDrapac Porsche               | أستراليا    | أستراليا           |
| 2008  | نيوزيلندا هايدن رولستون  | أسترالياSouthaustralia.com           | أستراليا    | أستراليا           |
| 2009  | أستراليا بيتر ماكدونالد  | أسترالياDrapac Porsche               | أستراليا    | أستراليا           |
| 2010  | أستراليا مايكل ماثيوز    | أسترالياTeam Jayco-Skins             | أستراليا    | أستراليا           |
| 2011  | أستراليا ريتشارد لانغ    | أسترالياTeam Jayco-Skins             | أستراليا    | أستراليا           |
| 2012  |                          |                                      |             |                    |

## أهم الأسماء

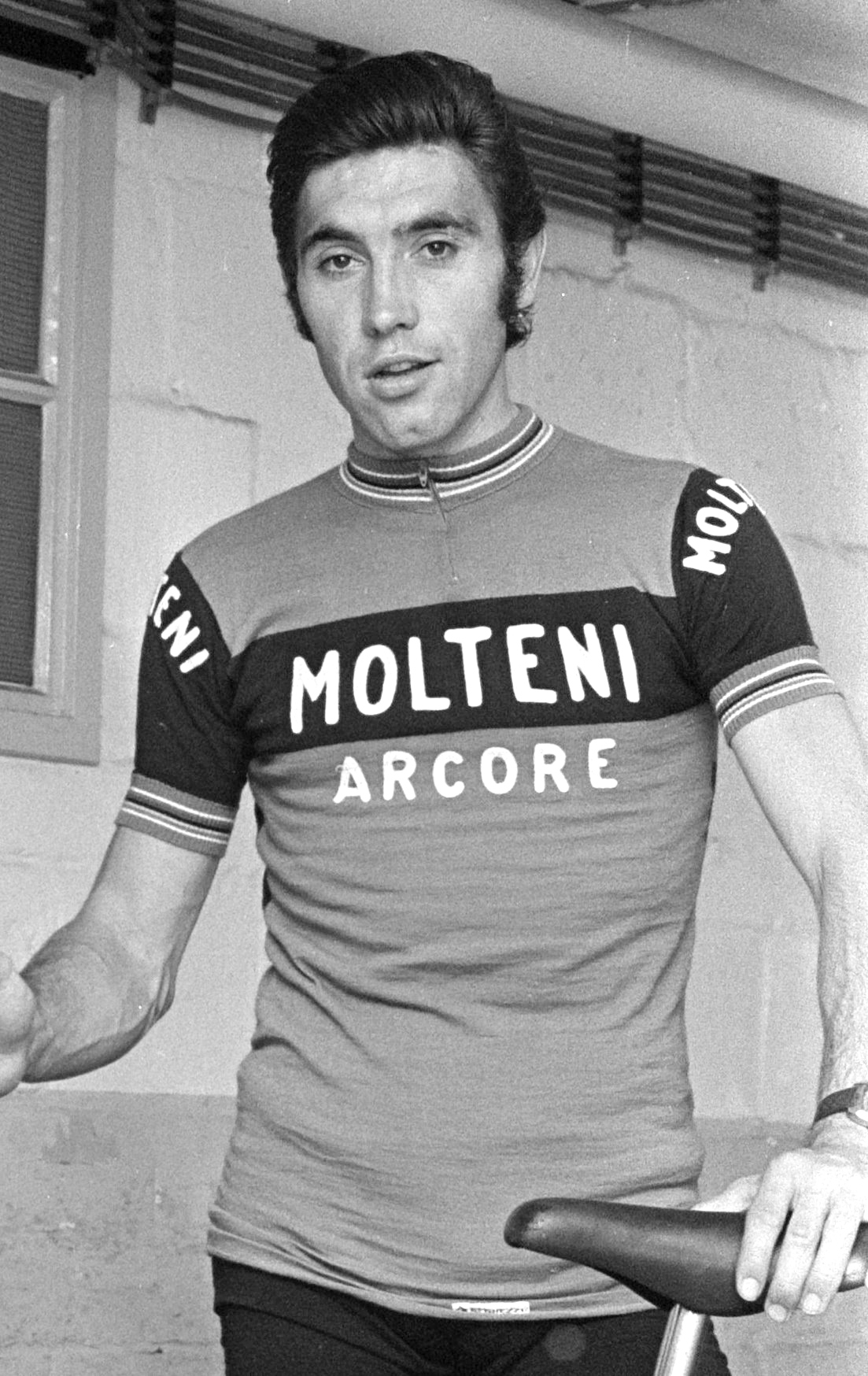
الدراج البلجيكي إيدي ميركس.

في سنة 2000، أصدرت جريدة ليكيب (L'Équipe) الفرنسية الرياضية، تصنيفا لأحسن 100 رياضي، خلال القرن العشرين، ومن بين الدراجين الذين تم اختيارهم:
- البلجيكي إيدي ميركس: بطل طواف فرنسا 5 مرات وطواف إيطاليا 5 مرات وطواف إسبانيا مرة واحدة و 3 مرات بطل العالم في سباق الطريق.
- الإيطالي فاوسطو كوبي: أول دراج يحقق ازدواجية طواف فرنسا وطواف إيطاليا (1949)، فاز بطواف إيطاليا 5 مرات وفرنسا مرتين وبطولة العالم للطريق مرة واحدة.
- الفرنسي جاك أنكيتيل: وهو أول من استطاع الفوز بطواف فرنسا 5 مرات وهو صاحب الرقم القياسي لمرات التتويج، بين الثلاثة الأول، في الطوافات الكبرى (13).
- الإيطالي ألفريدو بيندا: أول بطل للعالم في 1927، والذي عرف بتسلقه في وضعية الجلوس.[44]
- الفرنسي بيرنار إينو: وهو ثالث دراج يفوز بطواف فرنسا في خمس مناسبات، بعد إيدي ميركس وجاك أنكيتيل. فاز أيضا ب 3 طوافات إيطالية وبطوافين لإسبانيا.
- الأمريكي لانس آرمسترونج: وهو صاحب الرقم القياسي في عدد مرات الفوز بطواف فرنسا (7 مرات).

## وصلات داخلية
- سباق دراجات
- طواف فرنسا

## وصلات خارجية
- موقع الاتحاد الدولي لسباق الدراجات
- التاريخ الأولمبي لسباق الدراجات من موقع sports-reference.com.
- موقع الإحصائيات المتخصص siteducyclisme.net.
- موقع ذاكرة سباق الدراجات نسخة محفوظة 11 سبتمبر 2018 على موقع واي باك مشين..
- موقع المدار القاري الإفريقي نسخة محفوظة 29 ديسمبر 2008 على موقع واي باك مشين.
- موقع المدار القاري الآسيوي نسخة محفوظة 17 أغسطس 2014 على موقع واي باك مشين.